# V.17
ITU-T Recommendation V.17 – rekomendowany przez ITU-T standard wysyłania i odbierania transmisji faksowych z prędkością 14400 bitów na sekundę, stosując modulację TCM (Trellis Coded Modulation). Rekomendacja została zatwierdzona w lutym 1991 roku.